# Zaccaria (famiglia)

Armi della famiglia Zaccaria, signori di Chio e Focea

Gli Zaccaria furono un'antica e nobile famiglia genovese che ebbe grande rilevanza nello sviluppo e consolidamento della Repubblica di Genova nel secolo XIII e nel periodo immediatamente successivo.

## Origini e Storia
Di stirpe vicecomitale, la sua origine si fa ascendere a Zaccaria Castello o De Castro, figlio di Fulcone, console di Genova nel 1202.
La famiglia Zaccaria De Castro fu famiglia molto in vista nella Repubblica di Genova. Anche a seguito del "Trattato di Ninfeo" del 1261, Michele VIII Paleologo concesse ai Genovesi lo sfruttamento commerciale del Regno di Nicea, a ricompensa dell'aiuto ricevuto nel recupero dell'Impero di Bisanzio, sia, più genericamente, in funzione anti-veneziana. In questo scenario, gli Zaccaria, nel 1275, assunsero la signoria di Focea, prima con Manuele poi con il figlio Tedisio e, quindi, con Benedetto Zaccaria, ammiraglio genovese al servizio dei re di Francia e Castiglia e dell'imperatore bizantino. Focea rappresentava un importante porto commerciale, con il suo retroterra ricco di allume, minerale all'epoca utilizzato per la concia delle pelli e dei tessuti.
A Genova, stabilirono intensi rapporti con le più importanti famiglie del patriziato attraverso matrimoni: Orietta, figlia di Manuele, andò in sposa a Rainaldo Spinola; sua sorella, Velocchia, a Nicoloso Doria; Paleologo, figlio di Benedetto Zaccaria, sposò Giacomina Spinola e le sue sorelle, Argentina e Eliana rispettivamente Paolino Doria e Andreolo Cattaneo della Volta.
Gli Zaccaria controllavano tutto il commercio dell'allume: dall'estrazione al trasporto alla sua trasformazione e vendita principalmente nelle Fiandre.
Dopo alterne vicende che vedono gli Zaccaria perdere, per mano dei veneziani, e riconquistare Focea e l'isola di Chio essi presero possesso anche dell'isola di Samo. Benedetto II, detto il Paleologo, figlio di Benedetto Zaccaria, alla sua morte nel 1307, assunse il titolo di signore di Focea e Chio.
Gli successero nel titolo i suoi due figli, Martino Zaccaria e Benedetto III, con investitura imperiale da parte di Filippo di Costantinopoli nel 1319, signoria che venne a loro riconfermata da Filippo IV di Francia, detto "il Bello" con il dominio di Samo, Tenedo, Marmara, Mitilene e l'investitura di Martino a Re e Despota per sé e tutti i suoi discendenti.
Dopo alterne vicende, sposatosi nel 1320 con Jacqueline de la Roche, ultima erede dei Duchi di Atene, ricevendo in dote le baronie di Veligosti in Messeniae di Damala in Argolide, morì a Smirne nel 1345.
Suo figlio Centurione ereditò il titolo di Barone di Damala ed ebbe in sposa la figlia di Andronico Asen, a sua volta figlio dello Zar dei Bulgari Ivan III Asen e di Irena Paleologa,  figlia di Michele VIII Paleologo. Assunse la carica di Balio di Morea che conservò fino alla morte nel 1382.

## Personalità
Benedetto Zaccaria, almirante dei genovesi, fu uno degli artefici della vittoria nella battaglia della Meloria contro la flotta pisana nel 1284. Con il fratello Manuele si stanziarono, con l'appoggio dell'imperatore di Costantinopoli, Michele VIII Paleologo, a Focea nei pressi di Smirne, in Asia minore, dando avvio ad un fiorente commercio di allume.
Tedisio Zaccaria, cugino di Benedetto, dopo che costui aveva ricevuto dall'imperatore Andronico II Paleologo, l'isola di Chio si unì a bande di catalani, per essere stato escluso dalle imprese di famiglia. Focea fu devastata e i catalani si impossessarono di molte reliquie tra le quali un frammento della Vera Croce, in seguito recuperato ed oggi facente parte del tesoro della Cattedrale di Genova, la cosiddetta Croce degli Zaccaria.
L'investitura fu rinnovata al figlio Paleologo ed ai suoi figli Benedetto III e Martino Zaccaria fino al 1329, quando la corte imperiale di Bisanzio riuscì a ristabilire la propria sovranità sui possedimenti degli Zaccaria.
Nel 1346 imprenditori privati, i Giustiniani, recuperarono con una flotta al comando del genovese Simone Vignoso i territori già appartenuti agli Zaccaria.

## Arma
Inquartato d'oro e di rosso.